# Anne Clough
Anne Jemima Clough, född 20 januari 1820 i Liverpool, död 27 februari 1892 i Cambridge, var en brittisk lärare och feminist.
Under 1860-talet blev Clough involverad i rörelsen för högre utbildning åt kvinnor. Tillsammans med Josephine Butler organiserade hon en resande föreläsningsserie för kvinnor och 1867 blev hon sekreterare i North of England Council for Promoting the Higher Education of Women. År 1871 bosatte hon sig i Cambridge för att vara föreståndare för ett bostadshus för kvinnliga studenter, vilket 1880 blev Newnham College, för vilket hon var rektor till sin död.